# Королевство Кередигион
Кередигион (валл. Ceredigion) — послеримское и раннесредневековое государство в Южном Уэльсе (скорее княжество, чем королевство), существовавшее в V—VII веках.
Королевство Кередигион образовалось в первой половине V века в результате раздела владений Кунеды между его сыновьями. Кередигу досталась самая южная область, получившая в его честь название Кередигион. В настоящее время эта область известна как Кардиганшир. После изгнания ирландцев Кередиг и его потомки правили в Кередигионе вплоть до конца VII в. В отличие от других потомков Кунеды они не были вассалами королей Гвинеда. В конце VII века Сейсилл ап Клидог захватил значительную часть соседнего Диведа, называвшуюся Истрад-Тиви. В его честь сильно увеличившееся в размерах королевство получило название Сейсиллуг.

## Список королей
- Кередиг ап Кунеда (424—453)
- Исаи ап Кередиг
- Сервил ап Исаи
- Бодду ап Серуил
- Артфодду ап Бодду
- Артлуис ап Артфодду
- Клидог ап Артлуис
- Сейсилл ап Клидог